# Rüdiger Hardeland
Rüdiger Hardeland (* 23. Juni 1943 in Łódź) ist ein deutscher Zoologe und ehemaliger Hochschullehrer.
Unter dem Titel Zur circadianen Rhythmik und Regulation von Enzymen des Tryptophan-Stoffwechsels. Untersuchungen an Rattenleber und -niere legte er 1969 seine Dissertation und unter dem Titel Tagesrhythmik von Enzymen des Aminosäureabbaus in der Rattenleber und in Suspensionskulturen von isolierten Leberzellen 1973 seine Habilitationsschrift im Fach Zoologie an der Georg-August-Universität in Göttingen vor. Er ist Mitglied der Leibniz-Sozietät der Wissenschaften zu Berlin.

## Schriften
- Zur circadianen Rhythmik und Regulation von Enzymen des Tryptophan-Stoffwechsels. Untersuchungen an Rattenleber und -niere. Hochschulschrift (Dissertation vom 28. Juli 1969), Math.-naturwiss. Fakultät, Universität Göttingen, 1969 / Gekürzte Fassung S. 119–136 In: Zeitschrift für Vergleichende Physiologie, Band 63, 1969.
- Tagesrhythmik von Enzymen des Aminosäureabbaus in der Rattenleber und in Suspensionskulturen von isolierten Leberzellen.  Hochschulschrift (Habilitationsschrift), Math.-Naturwiss. Fakultät, Universität Göttingen, 1973.
- mit Ludger Rensing, Gottfried Galling und Michael Runge: Allgemeine Biologie. Ulmer, 1984, ISBN 3-8001-2494-7
- (als Hrsg.): Biological rhythms and antioxidative protection. Reports from the chronobiological laboratories at the First Zoological Institute, University of Göttingen, Germany. Cuvillier, Göttingen 1997, ISBN 3-89712-025-9
- (als Hrsg.): Studies on antioxidants and their metabolites. Reports from the laboratories of metabolism research and chronobiology at the Institute of Zoology and Anthropology, University of Göttingen, Germany. Cuvillier, Göttingen 1999, ISBN 3-89712-638-9
- (als Hrsg.): Actions and redox properties of melatonin and other aromatic amino acid metabolites. Reports from the laboratories of metabolism research and chronobiology at the Institute of Zoology and Anthropology, University of Göttingen, Germany. Cuvillier, Göttingen 2001, ISBN 3-89873-281-9
- Melatonin – Nachthormon, pleiotroper Regulator und protektives Agens. Vortrag in der Klasse für Naturwissenschaften am 14. September 2006.[2]
- (als Hrsg.): Facetten der Chronobiologie. Trafo-Wiss.-Verlag, Berlin 2008, ISBN 978-3-89626-815-0
- Zur Historie der Zoologie in Göttingen. In: ZOOLOGIE 2015. Mitteilungen der Deutschen Zoologischen Gesellschaft. S. 23–30.[3]